# Mind Game
Pour les articles homonymes, voir Mind Games.
Pour plus de détails, voir Fiche technique et Distribution.
Mind Game (マインド・ゲーム, Maindo gēmu) est un manga écrit et dessiné par Robin Nishi, publié entre 1995 et 1996 dans le magazine Comic Are!, avant d'être adapté en film d'animation expérimental en 2004 par Masaaki Yuasa. En France, le manga est publié par les éditions IMHO en 2014 et le film est édité en DVD par Potemkine en 2009.
Le film marque la première réalisation de Masaaki Yuasa, produit et animé par le Studio 4°C, avec la collaboration des chefs-animateurs Yūichirō Sueyoshi et Masahiko Kubo, ainsi que du directeur artistique Tōru Hishiyama. Il a pour particularité d'être l'un des rares longs-métrages (à l'exception des films à sketches) à utiliser des styles visuels disparates au sein d'une histoire continue. Ainsi, à sa sortie, Yuasa explique au Japan Times : « Plutôt que de raconter [une histoire] sérieusement et linéairement, j'ai opté pour un look un peu sauvage et inégal. Je pense que les fans d'animation japonaise d'aujourd'hui ne demandent pas forcément quelque chose de si soigné. Vous pouvez les bombarder de styles différents et ils peuvent toujours apprécier, ».
Le film acquiert un statut de film culte, reçoit de nombreuses récompenses à travers le monde et est salué par plusieurs réalisateurs dont Satoshi Kon et Bill Plympton.

## Synopsis
Nishi, un jeune NEET vivant à Osaka, nourrit le rêve de devenir mangaka. Un soir, le destin le réunit avec son amour de jeunesse, Myon, dans le métro, alors qu’elle s’est coincé la cheville dans la porte, poursuivie par un homme. Elle l’amène dans le restaurant dans lequel elle travaille avec sa sœur, Yan. Il y rencontre le père et le fiancé de Myon, Ryo. La situation prend une tournure dramatique avec l'arrivée de deux yakuzas : Atsu, l’homme qui poursuivait Myon dans le métro et Aniki (signifiant “frère”, un terme utilisé par les yakuzas). Ils sont à la recherche du père de Myon et Yan, qui avait séduit et volé la petite amie d’Atsu.
La tension monte rapidement, et Atsu menace Myon avec un pistolet. Ryo tente d’intervenir mais se fait assommer par le yakuza. Atsu entreprend de violer Myon, pour se venger. Implorant l'aide de Nishi, ce dernier, terrifié, se retrouve également menacé par Atsu. Le gangster pointe son pistolet sur l'anus du jeune homme qui, soudainement animé d'un élan de courage, entame une menace qu'il ne pourra jamais achever car Atsu presse la détente, la balle traversant le corps de Nishi. Aniki, excédé par le comportement de son compagnon, le tue en lui tirant une balle.
L’âme de Nishi se sépare de son corps pour arriver dans les limbes, dans lesquelles il est contraint de revivre sans cesse sa mort humiliante. Il fait ensuite la rencontre de Kami-sama, Dieu, changeant d'apparence à chaque instant. Kami-sama révèle à Nishi qu'il l'avait créé pour son propre divertissement. Pressé de passer à autre chose, Kami-sama indique à Nishi un portail rouge vers lequel il doit se diriger pour disparaître. Cependant, au dernier moment, il exprime le désir de vivre et court vers un portail bleu, impressionnant Kami-sama par sa nouvelle détermination.
Nishi revient à la vie juste avant l'issue tragique, cette fois-ci prêt à affronter Atsu. Il se sert de ses fesses pour s’emparer du pistolet et tirer sur Atsu. Il s’échappe avec Myon et Yan, refusant de se rendre à la police malgré les supplications de Myon. Ils volent la voiture des yakuzas, qui les traquent. Après une poursuite haletante, Nishi dirige la voiture hors d'un pont et ils se retrouvent avalés par une énorme baleine.
Dans la baleine, ils rencontrent un vieil homme, qui leur révèle être un ancien yakuza vivant depuis plus de 30 ans dans cette baleine, sans avoir jamais pu trouver une sortie. Il vit dans des conditions plutôt aisées, ayant construit une cabane suspendue. Nishi essaie une première fois de fuir, sans succès. Le trio se résigne à vivre avec le vieil homme. Chacun tente de vivre comme il peut : Yan pratique la danse et l’art, Myon la natation (un rêve qu’elle a abandonné après la puberté) et Nishi se met à écrire et dessiner des mangas. C’est également là que lui et Myon finissent par devenir sexuellement intimes.
La construction de leur bonheur est interrompue par la montée progressive de l’eau contenue dans la baleine. Le vieil homme explique que la baleine semble mourir peu à peu. Tentant alors le tout pour le tout, le quatuor construit un bateau à moteur avec ce qu’ils trouvent. Après plusieurs essais, ils finissent par affronter la vague qui les empêchait de fuir.
Flottant dans les airs à la sortie de la baleine, le film revient sur la première scène dans le métro. Mais cette fois, Myon ne se coince pas la cheville et les yakuzas ne peuvent pas la suivre. La suite présente, similairement à l’ouverture du film, l’histoire de chacun des personnages. Le film finit par un carton annonçant : “L’histoire ne s’est jamais terminée”.

## Fiche technique
- Titre original : マインド・ゲーム (Maindo gēmu?)
- Titre français : Mind Game
- Réalisation : Masaaki Yuasa
- Scénario : Masaaki Yuasa
- Adapté de : Mind Game de Robin Nishi
- Directeur d'animation : Koji Morimoto
- Character design et directeur principal de l'animation : Yuichiro Sueyoshi
- Directeur artistique : Tooru Hishiyama
- Directeur de l'infographie : Keisuke Sasakawa
- Musique : Seiichi Yamamoto
- Production Musicale : Shin'ichirô Watanabe
- Production : Eiko Tanaka
- Producteurs associés : Munetoshi Matsuo et Masaro Toyoshima
- Producteurs exécutifs : Takaaki Kusaka, Tamotsu Shiina, Eiko Tanaka
- Studio d'animation : Studio 4°C
- Société de distribution : Asmik Ace Entertainment (au Japon)
- Pays d'origine :  Japon
- Durée : 103 minutes

### Compagnies de production
- Studio 4°C
- Asmik Ace Entertainment
- Beyond C.
- Rentrack Japan Co. Ltd.

#### Autres compagnies
- Gainax – animation
- Production I.G – animation

### Date de sortie
- Japon : 8 juillet 2004
- France : 18 novembre 2009[8]
- Italie : 21 janvier 2006[9]
- Taïwan : 28 octobre 2021[9]

## Distribution

### Voix japonaises
- Koji Imada : Nishi
- Sayaka Maeda : Myon
- Takashi Fuji : le vieil homme
- Seiko Takuma : Yan
- Tomomitsu Yamaguchi : Ryo
- Kenichi Chojo : Atsu
- Rintarō Nishi : Yakusa plus âgé (Aniki)
- Joji Shimaki : Chef Yakuza
- Toshio Sakata: le père de Myon et Yan

### Voix francophones[8]
- Franck Souma : Nishi
- Chantal Macé : Myon
- Gérard Surugue : le vieil homme
- Olivia Dutron : Yan
- Damien Da Silva : Ryo
- Frédéric Souterelle : Atsu
- Philippe Roullier : Yakusa plus âgé (Aniki)

#### Version française
- Studio de doublage : Studio Wantake
- Adaptation française : Marie Ryckebusch
- Direction de doublage : Grégory Laisné

## Production

### Adaptation
Le film constitue une adaptation du manga éponyme de Robin Nishi. L'œuvre originale est notablement personnelle pour l'auteur, dépeignant l'histoire d'un jeune mangaka égaré dans sa vie. Yuasa Masaaki  a entrepris, dans la mesure du possible, de préserver cet aspect intimiste tout en l'adaptant à sa propre expérience en modifiant, éliminant et incorporant des scènes.

### Animation

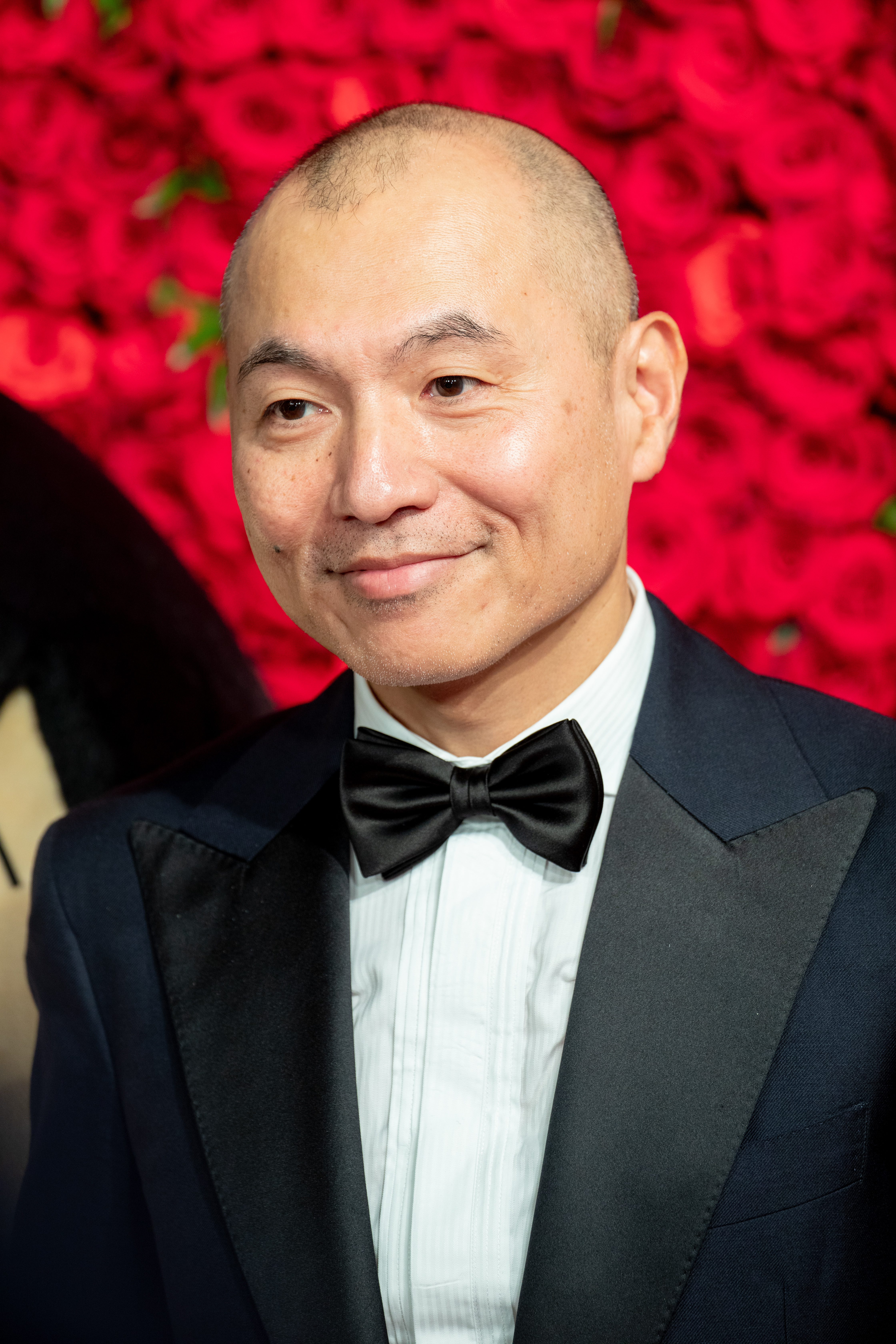
Masaaki Yuasa, réalisateur de l'adaptation animée.

Le film, explorant la thématique de la détermination et du vécu sans regrets, se démarque par son approche visuelle distinctive. Le réalisateur opte pour divers styles d'animation, incluant la rotoscopie digitale. Des photographies d'acteurs sont intégrées, remplaçant les visages, tandis que le papier découpé est utilisé pour certains décors et accessoires. Le film jongle entre une animation 2D et 3D, parfois réduisant certains visages à de simples croquis. L'ensemble de ces techniques confère au film une esthétique psychédélique décomplexée.

## Sortie
En France, le film sort exclusivement en DVD en 2009, alors que le manga est édité en 2015 aux éditions IMHO. Dans les pays anglophones, la seule sortie vidéo du film est un DVD-Vidéo "PAL" publié en Australie par Madman Entertainment en 2008. GKIDS a annoncé qu'il avait acquis la licence du film, qui a été diffusé en streaming sur VRV Select le 29 décembre 2017, suivi d'une sortie limitée en salle en février 2018 et d'une sortie en vidéo à domicile au printemps 2018. Le jour du poisson d'avril 2018, le film a été diffusé sur Toonami, l'émission d'Adult Swim, avec une version audio en japonais et des sous-titres en anglais. En 2017, une campagne de crowdfunding est lancée pour une sortie du film en Blu-ray, produit par Studio 4°C, avec des sous-titres anglais et français . L'objectif de 4,500 £ est atteint en 6 jours et il est aujourd'hui possible de le commander,. Le film, distribué dans seulement quelques villes, a reçu le soutien du studio Madhouse.

## Accueil critique
Le film obtient une note de 100 % sur Rotten Tomatoes sur la base de 14 critiques. Il remporte le Prix Noburō Ōfuji du Prix du film Mainichi 2005 et le grand prix de la division animation au Japan Media Arts Festival en 2004.
Hors Japon, le film est présenté en première internationale au New York Asian Film Festival (en) en juin 2005. Il remporte les trois prix du jury du festival FanTasia au Canada en juillet 2005respectivement le prix du Meilleur film, le prix du Meilleur réalisateur (à égalité avec Gen Sekiguchi et Survive Style 5+) ainsi que le Meilleur scénario. Il reçoit également un prix spécial supplémentaire pour « Accomplissement Visuel », et se classe premier dans le prix du public pour le Meilleur film d'animation et deuxième, derrière Survive Style 5+, pour le film le plus innovant.
Le film est acclamé par la critique pour son animation novatrice, comme le souligne Mark Schilling dans The Japan Times : « Mind Game est tour à tour stupide, frénétique et agressivement étrange, mais il est aussi drôle, sexy et dynamique d'une manière primitive qui met de côté les reproches de la critique... J'ai quitté la salle avec un sourire de « Je n'arrive pas à croire que j'ai vu ça »... J'ai été époustouflé ». Michael Atkinson met également en lumière la particularité du film dans The Village Voice : « L'anti-anime MIND GAME de Masaaki Yuasa - une odyssée folle et psychédélique vers l'étreinte d'un Dieu irrévérencieux et vice-versa - mélange pratiquement tous les styles d'animation possibles et imaginables en une goutte fiévreuse ».

## Récompenses
- Meilleur film, festival FanTasia 2005
- Meilleur réalisateur, festival FanTasia 2005
- Meilleur scénario, festival FanTasia 2005
- Prix spécial - Accomplissement visuel, festival FanTasia 2005
- Grand Prix au Japan Media Arts Festival 2004
- Prix Mainichi Noburō Ōfuji 2004
- Prix de l’animation au Festival du cinéma japonais contemporain Kinotayo 2006[22]